# مقاطعة إركوتسك
إركوتسك أوبلاست هي إحدى الكيانات الفدرالية في روسيا. وتحوي المدن والقرى التالية: ألزاماي،
أنغارسك،
بايكالسك،
بيريوسينسك،
بودايبو،
براتسك،
تشيريمخوفو،
إيركوتسك،
كيرينسك،
نيجنيوديسك،
سايانسك،
شيلخوف،
سلايوديانكا،
سفيرسك،
تايشت،
تولون،
أوسوليي-سيبيرسكويي،
أوست-إيليمسك،
أوست-كوت،
فيخوريفكا،
جيليزنوغورسك-إيليمسكي،
زيما،

## توأمة
لإركوتسك أوبلاست اتفاقيات توأمة مع:
- إيشيكاوا [7]